# Ṇun
Ṇun (Sindhi, Panjabi: ڻون ṇūn; ڻ) ist ein Buchstabe mehrerer erweiterter arabischer Alphabete. Ṇun ist der 46. Buchstabe des arabischen Alphabets des Sindhi und ist auch im Shahmukhi genannten arabischen Alphabet des Punjabi vertreten. Ṇun besteht aus einem Nun (ن) mit einem übergesetzten kleinen Ṭa (ط) anstelle des diakritischen Punktes.
In der arabischen Schrift des Sindhi steht Ṇun für den stimmhaften retroflexen Nasal [⁠ɳ⁠]. Das Äquivalent zum Ṇun ist im Devanagari des Sindhi das Zeichen ण, in lateinischen Umschriften wird Ṇun entweder mit ṇ oder ń wiedergegeben.
Im Shahmukhi, wo Ṇun für denselben Laut steht wie im Sindhi (Gurmukhi-Schrift ਣ), wird von manchen Schreibern anstelle des Ṇun ein bloßes Nun gesetzt, ebenso sind die graphischen Varianten mit zwei übereinander gesetzten diakritischen Punkten oder einem kleinen Kreis anstelle des Ṭa oder mit Ṭa über dem Punkt des Nun, sowie das paschtunische Nur (ڼ) in Gebrauch. Ṇun wie im Sindhi zu setzen ist im Punjabi ungünstig, da die initiale und mediale Form nicht von der des Tte (ٹ) zu unterscheiden sind, das im Shahmukhi ebenfalls vorkommt.
Das Zeichen ist als Rnoon im Unicodeblock Arabisch am Codepunkt U+06BB und im Unicodeblock Arabische Präsentationsformen-A an den Codepunkten U+FBA0 bis U+FBA3 kodiert.
| Unicode-Codepoint | Unicode-Name                      | Zeichen |
| ----------------- | --------------------------------- | ------- |
| U+06BB            | ARABIC LETTER RNOON               | ڻ       |
| U+FBA0            | ARABIC LETTER RNOON ISOLATED FORM | ﮠ       |
| U+FBA1            | ARABIC LETTER RNOON FINAL FORM    | ﮡ       |
| U+FBA2            | ARABIC LETTER RNOON INITIAL FORM  | ﮢ       |
| U+FBA3            | ARABIC LETTER RNOON MEDIAL FORM   | ﮣ       |